# La Lechera Montañesa

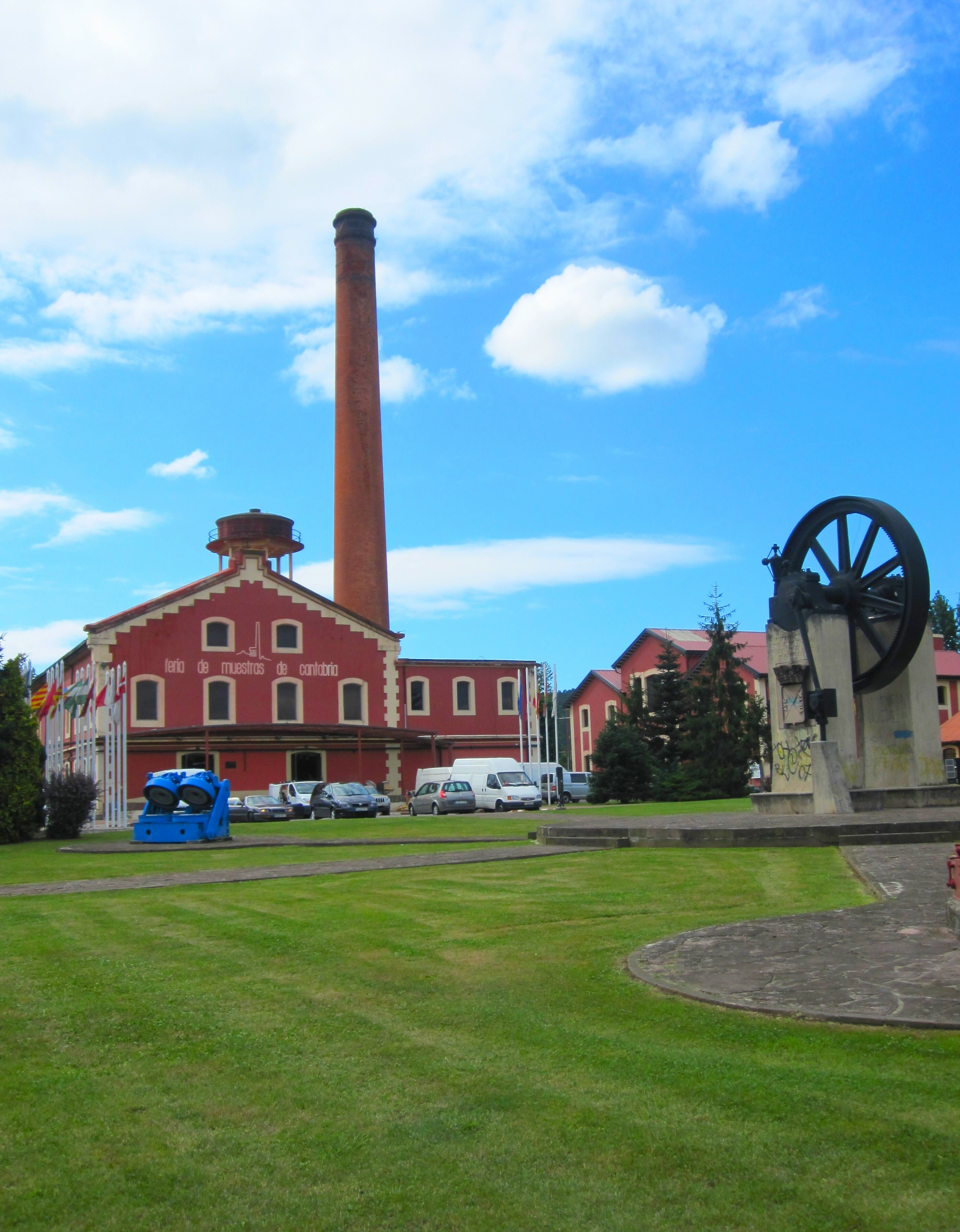
La Lechera de Torrelavega

La Feria de Muestras de Cantabria, antiguamente fábrica de lácteos conocida como La Lechera Montañesa, es un recinto ferial nacido de la ciudad de Torrelavega, en Cantabria (España). La fábrica, construida en 1898, fue declarada Bien de Interés Cultural en 2020.

## Historia
El recinto fabril se diseñó en un primer momento para acoger una planta azucarera. Tras la pérdida de Cuba, se construyeron en el norte de España numerosas fábricas de azúcar, especialmente en País Vasco, Cantabria y Asturias. El cultivo de la remolacha resultó un fracaso y pronto quedaron abandonadas o fueron reconvertidas. En el caso de la de Torrelavega, fue transformada en una fábrica de lácteos en 1926, pasando de ser la Azucarera Montañesa a La Lechera Montañesa, o simplemente La Lechera. 
Tras el fin de la actividad fabril fue clausurada y en 1985 fue restaurada conservando el original estilo arquitectónico industrial mediante un acuerdo entre el Ayuntamiento de Torrelavega y la Diputación Regional de Cantabria. Pasó entonces a formar parte del Recinto Ferial de Muestras de Cantabria. Conserva, además de las naves de producción, la chimenea de ladrillo.

## Eventos y exposiciones
El Recinto Ferial, con un espacio interior de 5.000 metros cuadrados y una superficie exterior de 23.000, alberga numerosas exposiciones de diversa índole, como automoción, antigüedades o tecnología. También realiza periódicamente mercados de exposición y venta, y ocasionalmente conciertos.